# Taulanti
I Taulanti erano una delle principali tribù illiriche. Un mito riportato da Arriano racconta che il nome deriva dal capostipite, di nome Taulas, che di fatto fu eponimo (dall'accusativo Taulantas).
Erano stanziati nella costa adriatica dell'Illiria (nelle regioni dell'odierna Albania), tra il fiume Vojussa a sud e la città di Epidamnos (l'attuale Durazzo) a nord. Sui loro territori stanziavano anche gruppi degli Albanòi e dei Partini.

## Storia
Questa tribù svolse un ruolo primario nella storia illirica del IV e del III secolo a.C., quando furono al comando del regno d'Illiria inizialmente guidato dagli Encheli.
Nel 335 a.C. re Glaucia diede inizio alla dinastia dei Taulanti e dodici anni dopo (323 a.C.) aveva liberato tutte le terre che erano state catturate agli Encheli dai Macedoni. In seguito, gli Illiri presero Epidamno (Durazzo) e Apollonia, due città particolarmente importanti nella regione a livello strategico che erano state fondate dai greci nel VII secolo a.C.
Nel 309 a.C., Glauco portò gli Illiri in Epiro, dove in seguito aiutarono Pirro a riavere il trono.
Bardhyli i Ri (Stella-Bianca il giovane), successore di Glauco, mantenne rapporti amichevoli con l'Epiro, ma la distensione durò finché Pirro non decise di annettere tutti i territori a sud del fiume Shkumbin. La politica di distacco persistette anche col successore di Bardhyli, Monounios, che divenne capo della città di Epidamnos, fece coniare monete d'argento con la propria effigie e riuscì a dare una certa unità nazionale al proprio regno.
Sono menzionati da Appiano di Alessandria nel corso delle campagne militari di Ottaviano in Illirico (35-33 a.C.). Potente popolo che sembra si trovasse attorno alla città di Apollonia, anche se in questo caso potrebbe trattarsi di un ramo di questa popolazione che confinava invece con i Delmatae più a nord. Insieme ad altri popoli costituiva un gruppo compatto nella parte dell'estremo sud-ovest dell'Illyricum. Alcuni di loro sopravvissero anche in seguito, come comunità del Conventus iuridicus di Narona. Erano pertanto insediati tra i fiumi Narenta e Drilo e risulterebbe menzionata anche da Plinio il Vecchio.

## Società
Le maggiori città controllate dal regno d'Illiria sotto i Taulanti furono appunto Epidamnos, Apollonia, Damastion, Bylis, Albanopolis, Dimallium, Skodra (Scutari o Shkodër), Lissos (Alessio o Lezhë), Meteoni, Ulcinium (Dulcigno o Ulqin), Rizon.